# جون أوستورهوت
جون كينيث أوستورهوت (بالإنجليزية: John Ousterhout)‏ (من مواليد 15 أكتوبر 1954) هو رئيس ومؤسس شركة إلكتريك كلاود، وأستاذ علم الحاسوب في جامعة ستانفورد. كان اوسترهاوت أستاذ علم الحاسوب في جامعة كاليفورنيا (بركلي) هناك حيث ابتكر لغة البرمجة النصية تي سي إل ومكتبة Tk. أوستورهوت أيضا قاد مجموعة البحث التي صممت نظام التشغيل سبرايت. كما قام بتأليف برنامج Magic لتصميم الدارات المتكاملة.
حصل على درجة البكالوريوس في الفيزياء من جامعة ييل في عام 1975 وعلى شهادة الدكتوراه في علم الحاسوب من جامعة كارنيغي ميلون في عام 1980.
حصل أوستورهوت على جائزة جريس موراي هوبر في عام 1987، وفي عام 1994 حصل على جائزة رابطة مكائن الحوسبة لنظم البرمجيات. أوستورهوت هو عضو في الأكاديمية الوطنية للهندسة.
في عام 1994، ترك أوستورهوت جامعة بيركلي لينضم إلى مختبرات صن مايكروسيستمز. وبعد عدة سنوات من عمله في شركة صن، تركها وأسس شركة سكريبتيكس (لاحقا تم تغيير إسمها إلى حلول آجوبا) في يناير 1998 لتوفير أدوات تطوير احترافية للغة تي سي إل. شركة آجوبا لاحقا تم شراؤها من قبل شركة إنترووفن في عام 2000.
في عام 2008 إنضم إلى هيئة التدريس في جامعة ستانفورد.

## وصلات خارجية
- جون يتحدث عن بدايات لغة تي سي أل
- صفحته الشخصية
- صفحته الشخصية على موقع جامعة ستانفورد